# Campeonato de Fútbol del Guayas 1962
El Campeonato de Fútbol del Guayas 1962 o más conocido como la Copa de Guayaquil 1962 fue la 12ª edición de los campeonatos semiprofesionales del Guayas, dicho torneo fue organizado por la Asoguayas, además este torneo sirvió como clasificatorio para el Campeonato Ecuatoriano de Fútbol 1962, en este torneo se jugó con la participación de 8 equipos de los cuales en esta temporada no hubo ascenso, pero si descenso para que la siguiente temporada tuvieran la participación de solamente 6 equipos, además se decidió que nuevamente el George Capwell acogiera algunos partidos en la 1ª etapa.
El Emelec se coronó como campeón por tercera vez, mientras que el Barcelona obtendría su quinto subcampeonato. 

## Formato del Torneo
El campeonato de Guayaquil se jugara con el formato de 2 etapas y será de la siguiente manera:
Primera Etapa
En la Primera Etapa se jugaran un todos contra todos en encuentros de ida y vuelta los 4 primeros equipos logran clasificarse al cuadrangular final para definir al campeón de la temporada y clasificaran para el Campeonato Ecuatoriano de Fútbol 1962 y en el caso del descenso serán los 2 equipos que hayan obtenido el peor puntaje obtenido en toda la temporada.
Segunda Etapa (Cuadrangular final)
Se jugaría un cuadrangular con los 4 equipos clasificados en la 1ª fase en encuentros de ida, el equipo que haya obtenido la mayor cantidad de puntos se el nuevo campeón en caso de igualdad en puntos se definirá una final en doble partido además tendrá el mérito especial de este sistema fue que los equipos acumularon para la segunda el puntaje obteniendo en la primera etapa.

## Equipos
| Equipo        | Ciudad    | Estadio                        | Capacidad     |
| ------------- | --------- | ------------------------------ | ------------- |
| Barcelona     | Guayaquil | George Capwell Alberto Spencer | 11.000 42.000 |
| Emelec        | Guayaquil | George Capwell Alberto Spencer | 11.000 42.000 |
| Aduana        | Guayaquil | George Capwell Alberto Spencer | 11.000 42.000 |
| Patria        | Guayaquil | George Capwell Alberto Spencer | 11.000 42.000 |
| 9 de Octubre  | Guayaquil | George Capwell Alberto Spencer | 11.000 42.000 |
| Everest       | Guayaquil | George Capwell Alberto Spencer | 11.000 42.000 |
| LDU           | Guayaquil | George Capwell Alberto Spencer | 11.000 42.000 |
| Norte América | Guayaquil | George Capwell Alberto Spencer | 11.000 42.000 |

## Primera Etapa

### Partidos y resultados
| Fecha 1      | Fecha 1   | Fecha 1          |
| Equipo Local | Resultado | Equipo Visitante |
| ------------ | --------- | ---------------- |
| Emelec       | 1-1       | Aduana           |
| Patria       | 1-0       | Everest          |
| Norteamérica | 0-2       | Barcelona        |
| 9 de Octubre | 3-1       | LDU(G)           |

| Fecha 2      | Fecha 2   | Fecha 2          |
| Equipo Local | Resultado | Equipo Visitante |
| ------------ | --------- | ---------------- |
| Barcelona    | 2-1       | Patria           |
| Emelec       | 5-1       | LDU(G)           |
| 9 de Octubre | 5-1       | Aduana           |
| Norteamérica | 2-2       | Everest          |

| Fecha 3      | Fecha 3   | Fecha 3          |
| Equipo Local | Resultado | Equipo Visitante |
| ------------ | --------- | ---------------- |
| LDU(G)       | 0-5       | Barcelona        |
| Patria       | 5-2       | Emelec           |
| Norteamérica | 3-3       | 9 de Octubre     |
| Everest      | 3-1       | Aduana           |

| Fecha 4      | Fecha 4   | Fecha 4          |
| Equipo Local | Resultado | Equipo Visitante |
| ------------ | --------- | ---------------- |
| Emelec       | 1-3       | Everest          |
| 9 de Octubre | 1-4       | Barcelona        |
| Aduana       | 0-4       | Patria           |
| Norteamérica | 3-0       | LDU(G)           |

| Fecha 5      | Fecha 5   | Fecha 5          |
| Equipo Local | Resultado | Equipo Visitante |
| ------------ | --------- | ---------------- |
| Emelec       | 2-0       | Norteamérica     |
| 9 de Octubre | 2-0       | Patria           |
| Everest      | 1-1       | Barcelona        |
| Aduana       | 1-1       | LDU(G)           |

| Fecha 6      | Fecha 6   | Fecha 6          |
| Equipo Local | Resultado | Equipo Visitante |
| ------------ | --------- | ---------------- |
| Aduana       | 1-2       | Barcelona        |
| Everest      | 5-1       | LDU(G)           |
| Emelec       | 4-2       | 9 de Octubre     |
| Norteamérica | 0-4       | Patria           |

| Fecha 7      | Fecha 7   | Fecha 7          |
| Equipo Local | Resultado | Equipo Visitante |
| ------------ | --------- | ---------------- |
| Barcelona    | 1-3       | Emelec           |
| 9 de Octubre | 2-1       | Everest          |
| Patria       | 1-0       | LDU(G)           |
| Norteamérica | 0-0       | Aduana           |

| Fecha 8      | Fecha 8   | Fecha 8          |
| Equipo Local | Resultado | Equipo Visitante |
| ------------ | --------- | ---------------- |
| Barcelona    | 2-0       | Norteamérica     |
| Everest      | 1-4       | Patria           |
| Aduana       | 2-1       | Emelec           |
| LDU(G)       | 0-0       | 9 de Octubre     |

| Fecha 9      | Fecha 9   | Fecha 9          |
| Equipo Local | Resultado | Equipo Visitante |
| ------------ | --------- | ---------------- |
| Patria       | 0-2       | Barcelona        |
| LDU(G)       | 0-1       | Emelec           |
| Aduana       | 1-1       | 9 de Octubre     |
| Everest      | 0-0       | Norteamérica     |

| Fecha 10     | Fecha 10  | Fecha 10         |
| Equipo Local | Resultado | Equipo Visitante |
| ------------ | --------- | ---------------- |
| Barcelona    | 4-0       | LDU(G)           |
| Emelec       | 1-0       | Patria           |
| 9 de Octubre | 2-0       | Norteamérica     |
| Aduana       | 0-1       | Everest          |

| Fecha 11     | Fecha 11  | Fecha 11         |
| Equipo Local | Resultado | Equipo Visitante |
| ------------ | --------- | ---------------- |
| Barcelona    | 1-4       | 9 de Octubre     |
| Everest      | 2-3       | Emelec           |
| Patria       | 1-2       | Aduana           |
| LDU(G)       | 0-0       | Norteamérica     |

| Fecha 12     | Fecha 12  | Fecha 12         |
| Equipo Local | Resultado | Equipo Visitante |
| ------------ | --------- | ---------------- |
| Barcelona    | 1-1       | Everest          |
| Patria       | 0-2       | 9 de Octubre     |
| Norteamérica | 1-4       | Emelec           |
| LDU(G)       | 1-0       | Aduana           |

| Fecha 13     | Fecha 13  | Fecha 13         |
| Equipo Local | Resultado | Equipo Visitante |
| ------------ | --------- | ---------------- |
| Barcelona    | 2-0       | Aduana           |
| LDU(G)       | 1-3       | Everest          |
| Patria       | 0-3       | Norteamérica     |
| 9 de Octubre | 1-2       | Emelec           |

| Fecha 14     | Fecha 14  | Fecha 14         |
| Equipo Local | Resultado | Equipo Visitante |
| ------------ | --------- | ---------------- |
| Emelec       | 2-3       | Barcelona        |
| Everest      | 1-0       | 9 de Octubre     |
| LDU(G)       | 0-0       | Patria           |
| Aduana       | 1-2       | Norteamérica     |

### Tabla de posiciones
| Pos | Equipo        | Pts | PJ | PG | PE | PP | GF | GC | Dif |
| --- | ------------- | --- | -- | -- | -- | -- | -- | -- | --- |
| 1º  | Barcelona     | 22  | 14 | 10 | 2  | 2  | 32 | 14 | +18 |
| 2º  | Emelec        | 19  | 14 | 9  | 1  | 4  | 32 | 22 | +10 |
| 3º  | Everest       | 18  | 14 | 7  | 4  | 3  | 25 | 17 | +8  |
| 4º  | 9 de Octubre  | 15  | 14 | 6  | 3  | 5  | 27 | 19 | +8  |
| 5º  | Patria        | 13  | 14 | 6  | 1  | 7  | 21 | 15 | +6  |
| 6º  | Norte América | 11  | 14 | 3  | 5  | 6  | 12 | 22 | -10 |
| 7º  | Aduana        | 8   | 14 | 2  | 4  | 8  | 10 | 25 | -15 |
| 8º  | LDU           | 6   | 14 | 1  | 4  | 9  | 6  | 31 | -25 |

 Pts=Puntos; PJ=Partidos jugados; G=Partidos ganados; E=Partidos empatados; P=Partidos perdidos; GF=Goles a favor; GC=Goles en contra; Dif=Diferencia de gol
|  | Clasificado al Cuadrangular Final y para el Campeonato Ecuatoriano de Fútbol 1962. |
|  | Descendió a Serie B.                                                               |

## Cuadrangular Final
Para definir al campeón de la edición de 1962 se jugaría a una sola vuelta es decir solamente los encuentros de ida en el caso del puntaje se lo haría por medio de la sumatoria de ambas etapas tanto de la fase regular como el pentagonal de ahí saldría el campeón del torneo y los demás equipos para el Campeonato Ecuatoriano de Fútbol 1962.

### Partidos y resultados
| Fecha 1      | Fecha 1   | Fecha 1          |
| Equipo Local | Resultado | Equipo Visitante |
| ------------ | --------- | ---------------- |
| Barcelona    | 2-0       | 9 de Octubre     |
| Emelec       | 3-0       | Everest          |

| Fecha 2      | Fecha 2   | Fecha 2          |
| Equipo Local | Resultado | Equipo Visitante |
| ------------ | --------- | ---------------- |
| Barcelona    | 0-0       | Everest          |
| Emelec       | 2-1       | 9 de Octubre     |